# 百年橋通り
百年橋通り（、ローマ字表記: Hyakunen-bashi Dōri）は福岡県福岡市中央区平尾交差点から東区松島交差点まで福岡県道555号桧原比恵線・国道385号・国道3号7.7 kmに付けられた福岡市道路愛称。

## 概要

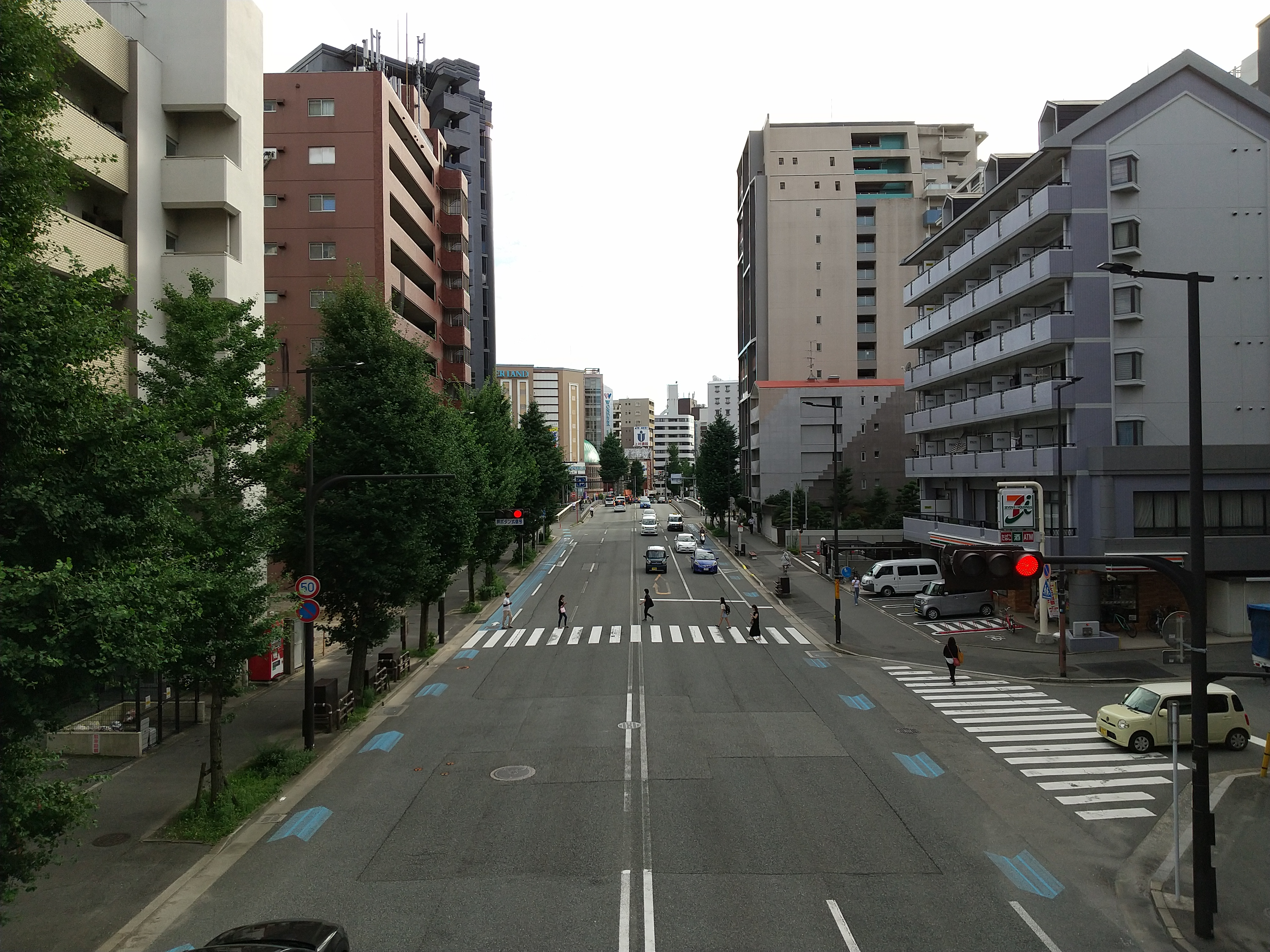
美野島陸橋より西南西の眺望（美野島三丁目及び二丁目）

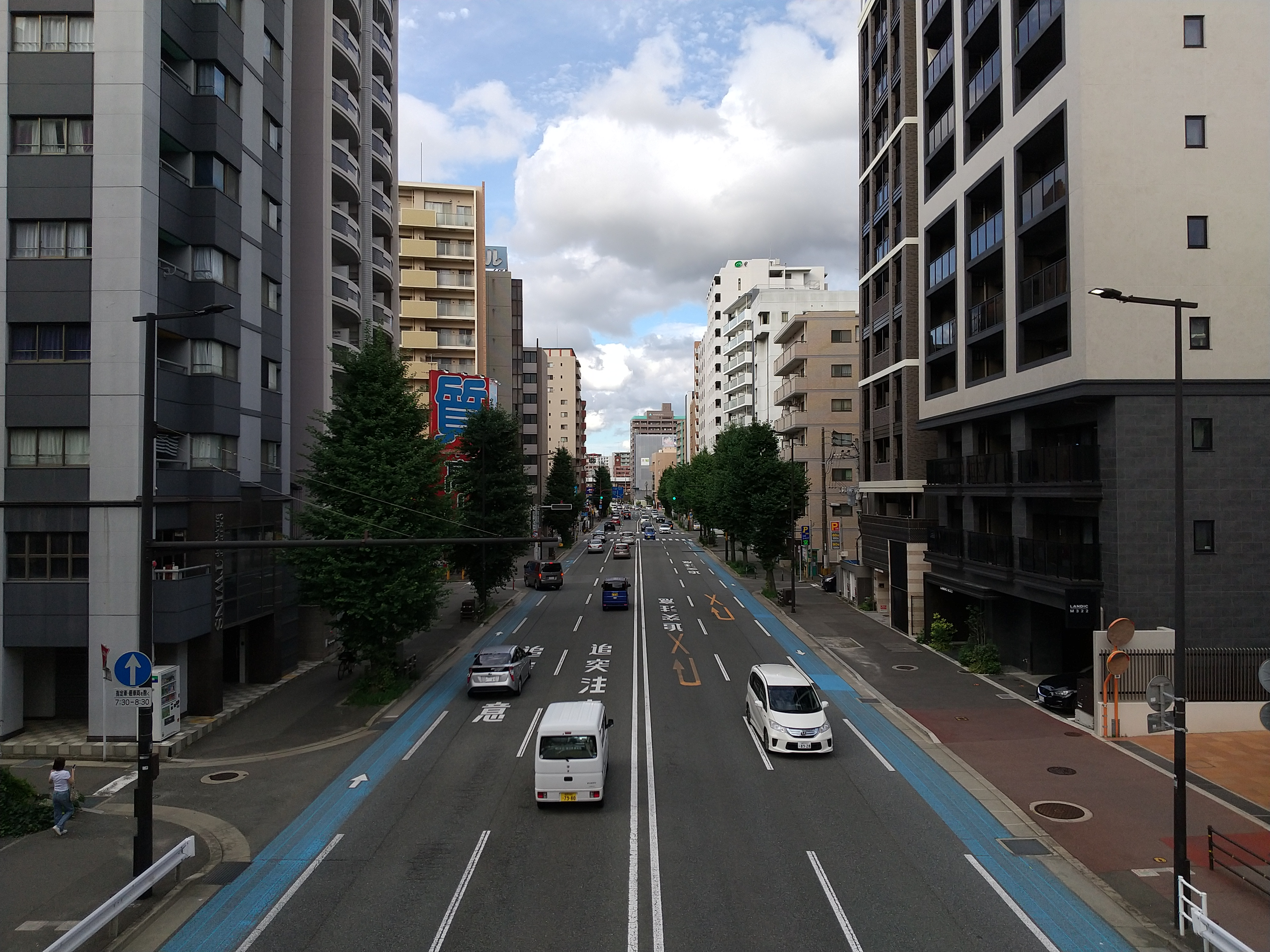
美野島陸橋より東北東の眺望（美野島二丁目及び三丁目）

福岡都心東部・南部の環状道路としての機能と、福岡市西部・北部へ向かう放射道路としての機能を併せ持ち、天神や博多駅地区を迂回するバイパスとしての役割を担っているので日中の交通量は多く全線が片道2車線以上である。福岡市西南部と博多駅を結ぶ路線バスが多く通行している。

## 周辺
- 西鉄平尾駅
- バソキ屋那の川本店
- ワンダーランド百年橋店
- 福岡市立住吉小中学校（旧・福岡市立美野島小学校）
- 東領公園
- 東比恵駅
- 福岡市立東光小学校
- 東福岡自彊館中学校・東福岡高等学校
- 福岡空港 - 滑走路北端の北側を横切る。
- 榎田中央公園
- 福岡市立箱崎清松中学校
- 箱崎公園

## 主な接続路線
| 交差する道路                                     | 交差する道路                             | 交差する場所 | 交差する場所 | 路線番号  |
| ------------------------------------------------ | ---------------------------------------- | ------------ | ------------ | --------- |
| 〈山荘通り〉 県道555号桧原比恵線 小笹方面        |                                          |              |              |           |
| 〈高宮通り〉 県道31号福岡筑紫野線                | 〈高宮通り〉 県道31号福岡筑紫野線        | 平尾         | 中央区       | 県道555号 |
| 〈日赤通り〉 県道602号後野福岡線                 | 〈日赤通り〉 県道602号後野福岡線         | 那の川四ツ角 | 中央区       | 県道555号 |
| 〈美野島通り〉 県道553号東光寺竹下春吉線         | 〈美野島通り〉 県道553号東光寺竹下春吉線 |              | 博多区       | 県道555号 |
| 国道385号                                        | 〈こくてつ通り〉                         | 美野島       | 博多区       | 県道555号 |
| 国道385号                                        | 〈こくてつ通り〉                         | 美野島       | 博多区       | 国道385号 |
| 〈竹下通り〉 県道575号山田中原福岡線             | 〈竹下通り〉 国道385号                   | 宮島         | 博多区       |           |
| 〈竹下通り〉 県道575号山田中原福岡線             | 〈竹下通り〉 国道385号                   | 宮島         | 博多区       | 県道555号 |
| 〈筑紫通り〉                                     | 〈筑紫通り〉                             | 瑞穂         | 博多区       |           |
| 福岡県道112号福岡日田線                          | 国道3号 香椎方面                         | 東比恵       | 博多区       |           |
| 福岡県道112号福岡日田線                          | 国道3号 香椎方面                         | 東比恵       | 博多区       | 国道3号   |
| 国道3号（福岡南バイパス） 鳥栖・筑紫野方面       |                                          | 榎田         | 博多区       |           |
| 〈空港通り〉                                     | 〈空港通り〉                             | 空港口       | 博多区       |           |
| 県道574号水城下臼井線                            | 県道574号水城下臼井線                    | 大井1丁目    | 博多区       |           |
| 〈吉塚通り〉 県道607号福岡篠栗線                 | 〈吉塚通り〉 県道607号福岡篠栗線         | 新二又瀬橋   | 東区         |           |
| 県道68号福岡太宰府線                             | 県道68号福岡太宰府線                     | 下臼井       | 東区         |           |
| 県道21号福岡直方線                               | 県道21号福岡直方線                       | 松島3丁目    | 東区         |           |
| 〈流通センター通り〉 国道201号（福岡東バイパス） | 〈流通センター通り〉                     | 松島         | 東区         |           |
| 国道3号（博多バイパス） 北九州・古賀・香椎方面   |                                          |              |              |           |

## 名称の由来

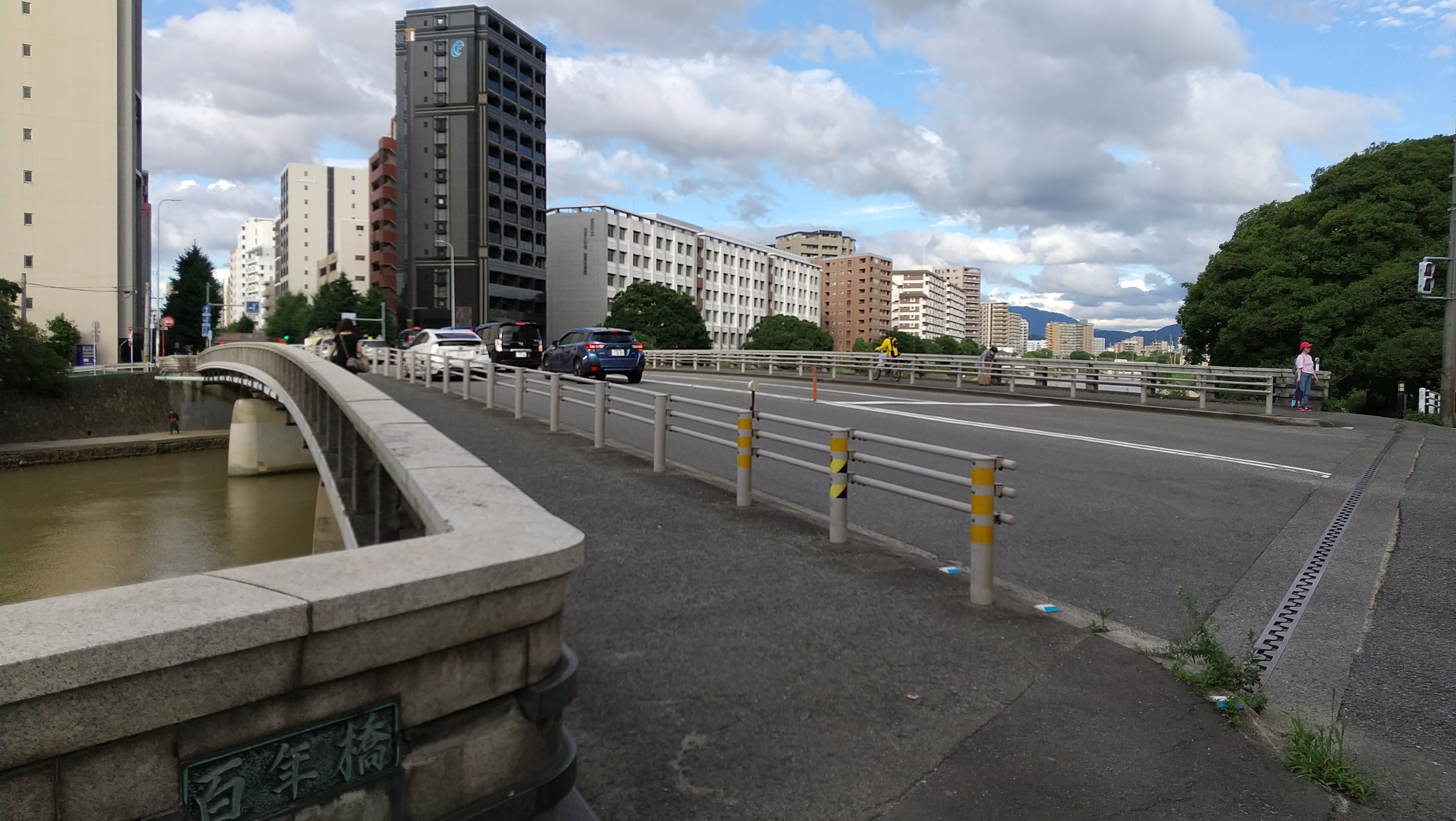
百年橋

那珂川にかかる「百年橋」を含んでいることから、1979年の福岡市制施行90周年を記念した道路愛称事業において制定された。百年橋は、明治維新から100年後の1967年に竣工したことにちなむ。